# スミスマシン

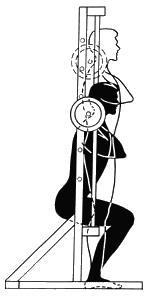
スミスマシンを使用したスクワットの様子

スミスマシン（Smith machine）は、筋力トレーニングを行う際に使用される器具である。
重量トレーニングに使われ、バーベルがマシンに取り付けられ、固定されていることが特徴である。アメリカ人のジャック・ラランによって発明され、これを世に広めたのが当時大浴場を経営していたルディ・スミスと言われている。

## スミスマシンを使った主なトレーニング
- スミスマシン・ベンチプレス
- スミスマシン・スクワット
- スミスマシン・デッドリフト
- スミスマシン・ベントオーバーロウ